# Кораблин, Иван Алексеевич
Иван Алексеевич Кораблин (19.03.1903, Липецкая область — 24.12.1979) — командир расчёта миномёта 266-го гвардейского стрелкового полка гвардии сержант — на момент представления к награждению орденом Славы 1-й степени. 

## Биография
Родился 19 марта 1903 года в селе Тёплое Данковского уезда Рязанской губернии, Данковского района Липецкой области. Образование неполное среднее. Жил в городе Мытищи Московской области. Работал начальником ОТК на Мытищинском механическом заводе. 
В июне 1942 года был призван в Красную Армию Мытищинским райвоенкоматом. В запасном полку освоил специальности наводчика, заряжающего миномёта. С октября того же года участвовал в боях с захватчиками на Юго-Западном, Южном, 3-м Украинском и 1-м Белорусском фронтах. Служил наводчиком, командиром миномётного расчёта. 
В бою 7 июля 1943 года был ранен, но остался в строю, его расчёт продолжал вести интенсивный огонь по контратакующему врагу, причинив ему большой урон. Со своим батальоном форсировал реки Днепр и Южный Буг. На Днестре получил второе ранение. Летом 1944 года его часть перебросили на 1-й Белорусский фронт; расчёт Кораблина в числе первых форсировал реку Вислу.14 января 1945 года при прорыве обороны противника на левом берегу реки Висла в 18 км восточнее города Бялобжеги гвардии сержант Кораблин огнём миномёта уничтожил 3 пулемётные точки и 35 солдат и офицеров противника. Был представлен к награждению орденом Славы. В начале февраля 1945 года на подручных средствах первые подразделения полка переправились на западный берег реки Одер. 6 февраля противник у деревни Вулен предпринял несколько яростных контратак. Расчёт Кораблина выпустил по врагу десятки мин. В 10 км южнее города Киц Кораблин огнём миномёта вывел из строя 3 пулемёта, БТР и свыше 10 солдат противника. Был вновь представлен к награждению орденом Славы. Приказом от 16 февраля 1945 года гвардии сержант Кораблин Иван Алексеевич награждён орденом Славы 3-й степени. 
Приказом от 31 марта 1945 года гвардии сержант Кораблин Иван Алексеевич награждён орденом Славы 2-й степени. 16 апреля 1945 года, когда войска вели активное наступление на город Берлин, расчёт Кораблина поддерживал пехотинцев; во время штурма высоты 58,8 при отражении контратаки противника миномётным огнём уничтожил 15 немецких солдат и офицеров. 17 апреля расчёт уничтожил вражеский миномётный расчёт и четырёх фаустников. 18 апреля в бою за станцию Либбенихен миномётчики уничтожили в течение дня более 70 вражеских солдат и офицеров, командир расчёта — свыше 10 противников. Кораблин, будучи раненым, не покинул поля сражения до полного выполнения боевой задачи. Закончил войну 2 мая в Берлине
Указом Президиума Верховного Совета СССР от 15 мая 1946 года за мужество, отвагу и бесстрашие, проявленные в боях с вражескими захватчиками гвардии сержант Кораблин Иван Алексеевич награждён орденом Славы 1-й степени. Стал полным кавалером ордена Славы. 
В 1945 году был демобилизован. Жил в городе Мытищи Московской обл. Работал начальником ОТК на заводе. В 1963 г. вышел на пенсию. Умер 24 декабря 1979 года. Награждён орденами Славы 3-х степеней, медалью «За отвагу», другими медалями.